# Gouvernement Verhofstadt I
Royaume de Belgique
Dehaene II Verhofstadt II
Le gouvernement Verhofstadt I est le gouvernement fédéral du royaume de Belgique entre le 12 juillet 1999 et 11 juin 2003, durant la 50e législature de la Chambre des représentants.
Ce gouvernement est le premier en 40 ans à être mis en place sans les démocrates chrétiens (CVP et PSC), ces derniers ayant été au pouvoir sans interruption depuis 1958. Les écologistes (Ecolo et Agalev) font quant à eux partie de la majorité fédérale pour la première fois de leur histoire. Guy Verhofstadt est également le premier libéral depuis 1938 à diriger un gouvernement.

## Historique du mandat
Dirigé par le nouveau Premier ministre libéral flamand Guy Verhofstadt, ce gouvernement fédéral est constitué et soutenu par une « coalition Arc-en-ciel » entre les Libéraux et démocrates flamands (VLD), le Parti socialiste francophone (PS), le Parti réformateur libéral (PRL), le Parti socialiste flamand (SP), Ecolo et Vivre autrement (Agalev). Ensemble, ils disposent de 94 représentants sur 150, soit 62,7 % des sièges de la Chambre des représentants.
Il est formé à la suite des élections législatives fédérales du 13 juin 1999.
Il succède donc au second gouvernement du Premier ministre chrétien-démocrate flamand Jean-Luc Dehaene, constitué et soutenu par une « coalition rouge romaine » entre le Parti populaire chrétien (CVP), le PS, le SP et le Parti social chrétien (PSC).
Au cours du scrutin, le fort recul enregistré par les partis flamands de l'alliance au pouvoir conduit celle-ci à perdre sa majorité absolue. Désormais premier parti de la Flandre et de Belgique, le VLD entreprend de constituer une nouvelle coalition majoritaire en associant les socialistes aux libéraux. Toutefois, ils ne comptent ensemble que 74 représentants, soit deux de moins que la majorité absolue. Pour s'assurer de pouvoir gouverner, ils obtiennent le ralliement des écologistes, dont la représentation parlementaire a doublé.
Le 12 juillet, à peine un mois après les élections parlementaires, le président des Libéraux démocrates flamands Guy Verhofstadt présente son équipe gouvernementale de 14 ministres et trois secrétaires d'État, qui rassemble six partis politiques. Il est alors le premier libéral à prendre la tête du gouvernement belge depuis Paul-Émile Janson en novembre 1937 et c'est la première fois depuis le troisième gouvernement du Premier ministre chrétien-démocrate flamand Wilfried Martens que plus de quatre formations politiques participent à un exécutif fédéral.
Lors des élections législatives fédérales du 18 mai 2003, Ecolo perd les deux tiers de son groupe parlementaire et Agalev est exclu de la Chambre des représentants. Comme les libéraux et socialistes flamands et francophones ont enregistré des gains confortables, Verhofstadt peut nommer son deuxième gouvernement fédéral.

## Composition

### Initiale (12 juillet 1999)
| Fonction | Titulaire | Titulaire                                                                  | Parti  |
| --- | --------- | -------------------------------------------------------------------------- | ------ |
| Premier ministre |           | Guy Verhofstadt                                                            | VLD    |
| Vice-Première ministre Ministre de l'Emploi |           | Laurette Onkelinx                                                          | PS     |
| Vice-Premier ministre Ministre des Affaires étrangères |           | Louis Michel                                                               | PRL    |
| Vice-Premier ministre Ministre du Budget, de l'Intégration sociale et de l'Économie sociale |           | Johan Vande Lanotte                                                        | SP     |
| Vice-Première ministre Ministre des Transports et de la Mobilité |           | Isabelle Durant                                                            | Ecolo  |
| Ministre de la Protection de la consommation, de la Santé publique et de l'Environnement |           | Magda Aelvoet (jusqu'au 28/08/2002) Jef Tavernier                          | Agalev |
| Ministre de l'Intérieur |           | Antoine Duquesne                                                           | PRL    |
| Ministre des Affaires sociales et des Pensions |           | Frank Vandenbroucke                                                        | SP     |
| Ministre de la Fonction publique et de la Modernisation de l'administration |           | Luc Van den Bossche                                                        | SP     |
| Ministre de la Défense |           | André Flahaut                                                              | PS     |
| Ministre de l'Agriculture et des Classes moyennes Ministre de l'Agriculture, chargée du Commerce extérieur (10/07/2001)                                                                          |           | Jaak Gabriëls (jusqu'au 10/07/2001) Annemie Neyts                          | VLD    |
| Ministre de la Justice |           | Marc Verwilghen                                                            | VLD    |
| Ministre des Finances |           | Didier Reynders                                                            | PRL    |
| Ministre des Télécommunications et des Entreprises et participations publiques Ministre des Télécommunications, des Entreprises et participations publiques et des Classes moyennes (10/07/2001) |           | Rik Daems                                                                  | VLD    |
| Ministre de l'Économie et de la Recherche scientifique |           | Rudy Demotte (jusqu'au 04/2000) Charles Picqué (à partir du 08/2000)       | PS     |
| Secrétaire d'État au Commerce extérieur (adjoint au ministre des Affaires étrangères) |           | Pierre Chevalier (jusqu'au 11/10/2000) Annemie Neyts (jusqu'au 10/07/2001) | VLD    |
| Secrétaire d'État à la Coopération et au Développement (adjoint au ministre des Affaires étrangères)                                                                                             |           | Eddy Boutmans                                                              | Agalev |
| Secrétaire d'État à l'Énergie et au Développement durable (adjoint à la ministre des Transports)                                                                                                 |           | Olivier Deleuze                                                            | Ecolo  |
| Commissaire chargé de la Crise des dioxines (19/01/2001) |           | Freddy Willockx                                                            | SP     |
| Commissaire à la Modernisation et à la simplification de la Sécurité sociale (19/01/2001) |           | Greet van Gool                                                             | SP     |
| Commissaire à la Simplification administrative |           | Anne André-Léonard (jusqu'au 25/10/2000) Alain Zenner                      | PRL    |
| Commissaire à la Politique de la ville (supprimé le 04/04/2000) |           | Charles Picqué                                                             | PS     |
| Commissaire aux Politiques scientifiques (créé le 04/04/2000) |           | Yvan Ylieff                                                                | PS     |

### Remaniement du5 mai 2003
- Les nouveaux ministres sont indiqués en gras, ceux ayant changé d'attributions en italique.

| Fonction                                                                                             | Titulaire | Titulaire           | Parti  |
| --- | --------- | ------------------- | ------ |
| Premier ministre                                                                                     |           | Guy Verhofstadt     | VLD    |
| Vice-Première ministre Ministre de l'Emploi, des Transports et de la Mobilité                        |           | Laurette Onkelinx   | PS     |
| Vice-Premier ministre Ministre des Affaires étrangères                                               |           | Louis Michel        | PRL    |
| Vice-Premier ministre Ministre du Budget, de l'Intégration sociale et de l'Économie sociale          |           | Johan Vande Lanotte | SP     |
| Ministre de la Protection de la consommation, de la Santé publique et de l'Environnement             |           | Jef Tavernier       | Agalev |
| Ministre de l'Intérieur                                                                              |           | Antoine Duquesne    | PRL    |
| Ministre des Affaires sociales et des Pensions                                                       |           | Frank Vandenbroucke | SP     |
| Ministre de la Fonction publique et de la Modernisation de l'administration                          |           | Luc Van den Bossche | SP     |
| Ministre de la Défense                                                                               |           | André Flahaut       | PS     |
| Ministre de l'Agriculture, chargée du Commerce extérieur                                             |           | Annemie Neyts       | VLD    |
| Ministre de la Justice                                                                               |           | Marc Verwilghen     | VLD    |
| Ministre des Finances                                                                                |           | Didier Reynders     | PRL    |
| Ministre des Télécommunications, des Entreprises et participations publiques et des Classes moyennes |           | Rik Daems           | VLD    |
| Ministre de l'Économie et de la Recherche scientifique                                               |           | Charles Picqué      | PS     |
| Ministre, chargé de la Recherche scientifique                                                        |           | Yvan Ylieff         | PS     |
| Secrétaire d'État à la Coopération et au Développement (adjoint au ministre des Affaires étrangères) |           | Eddy Boutmans       | Agalev |
| Secrétaire d'État à l'Énergie et au Développement durable (adjoint au ministre des Finances)         |           | Alain Zenner        | PRL    |
| Commissaire à la modernisation et à la simplification de la sécurité sociale                         |           | Greet van Gool      | SP     |